# الكلب (لوحة)
الكَلْبُ (بالأسبانية: Le Chien) هو الاسم الذي يطلق عادة على لوحة بريشة الفنان الإسباني فرانسيسكو غويا، الآن في متحف ديل برادو، مدريد. يصور العمل رأس كلب يحدق لأعلى. يكاد يكون الكلب نفسه ضائعًا في اتساع بقية اللوحة، وهي فارغة باستثناء منطقة مظلمة منحدرة بالقرب من الأسفل، غير محددة تخفي جسم الحيوان باستثناء رأسه. لوحة الكلب هي إحدى لوحات غويا السوداء، والتي رسمها مباشرة على جدران منزله في وقت ما بين 1819 و1823 عندما كان في منتصف السبعينيات من عمره، ويعيش بمفرده ويعاني من ضائقة عقلية وجسدية حادة. لم يكن ينوي عرض اللوحات للعامة، ولم يتم إزالتها من المنزل إلا بعد مرور 50 عامًا على مغادرة غويا.

## الخلفية
في عام 1819 ، اشترى غويا منزلًا اسمه «كوينتا ديل سوردو» («فيلا الرجل الصم») على ضفاف مانزاناريس بالقرب من مدريد. كان منزلًا صغيرًا من طابقين سمي على اسم ساكن سابق كان أصمًا،  على الرغم من أن غويا كان أيضًا أصمًا وظيفيًا، نتيجة لمرض أصيب به (ربما تسمم بالرصاص) في عام 1792. بين الأعوام 1819 و1823 ، عندما انتقل إلى بوردو، أنتج غويا سلسلة من 14 عملًا رسمها بالزيوت مباشرة على جدران المنزل.
في سن الثالثة والسبعين، وبعد أن نجا من مرضين هددا حياته، كان من المحتمل أن يكون غويا مهتمًا بوفاته، وكان يشعر بالمرارة بشكل متزايد بسبب النزاعات التي اجتاحت إسبانيا في العقد الذي سبق انتقاله إلى كوينتا ديل سوردو، والصراع الأهلي المتنامي - في الواقع، كان غويا يكمل اللوحات التي شكلت سلسلته «كوارث الحرب» خلال هذه الفترة. على الرغم من أنه قام في البداية بتزيين غرف المنزل بصور أكثر إلهامًا، إلا أنه في الوقت المناسب قام بتلوينها جميعًا بالصور الشديدة والمؤرقة المعروفة اليوم باسم اللوحات السوداء. تعكس هذه اللوحات، التي لم يتم تفويضها ولم يُقصد بها أبدًا العرض العام، مزاجه القاتم بتصويرها لمشاهد مكثفة من الحقد والصراع واليأس.
إذا أعطى غويا ألقابًا للأعمال التي أنتجها في كوينتا ديل سوردو، فلن يكشف أبدًا عما هي؛ الأسماء التي تُعرف بها أعماله الآن تم تعيينها من قبل الآخرين بعد وفاته، وغالبًا ما يتم تحديد هذه اللوحة من خلال اختلافات في العنوان الشائع وهي: الكلب، رأس كلب، الكلب المدفون، الكلب نصف الغارق، النصف- كلب مغمور أكثر بالعامية مثل «كلب غويا».

## اللوحة

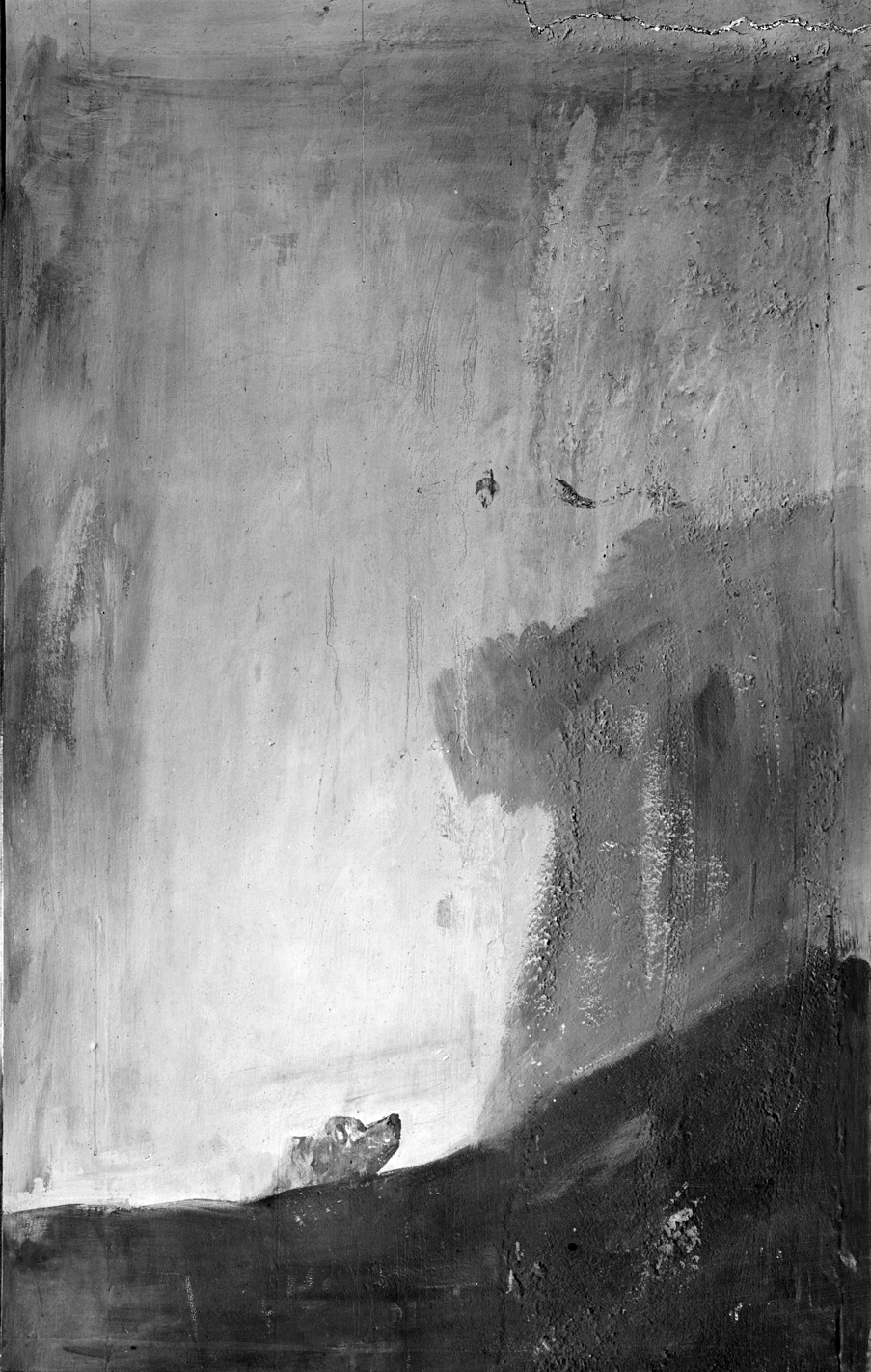
التقطت الصورة بواسطة جان لوران ، حوالي عام 1874 ، والتي تُظهر حالة اللوحة قبل نقلها من جدار منزل كوينتا ديل سوردو. يمكن أن نرى منطقة صخرية وبعض الطيور المحتملة التي يوجه الكلب نظرته إليها.

### الوصف

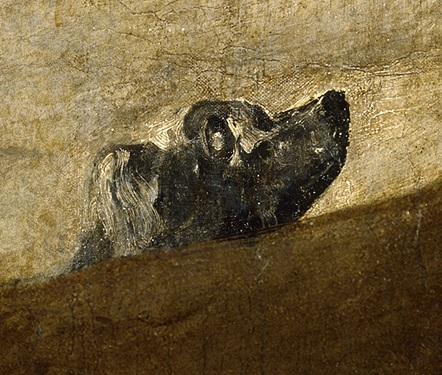
تفاصيل.

تنقسم اللوحة إلى قسمين غير متساويين: الجزء العلوي، «سماء» ذو اللون المغرة المتسخ وقسم أصغر منحدر منحنٍ بني غامق يتحول إلى اللون الأسود عندما ينحدر إلى اليمين. يمكن رؤية رأس الكلب في الجزء العلوي من هذا الجزء السفلي، رافعًا أنفه، وساحبًا أذنيه للخلف، وعيناه تنظران لأعلى باتجاه اليمين. يلوح في الأفق شكل غامق خافت فوق الكلب؛ يُعتبر هذا أحيانًا ضررًا أو إدراجًا متعمدًا، ولكن يُنظر إليه عمومًا على أنه جزء من اللوحة السابقة التي زينت الجدار قبل أن يقوم غويا بطلائه بالكلب.

### التفسير
أدى التصوير الغامض للكلب إلى تفسيرات لا تعد ولا تحصى لنوايا غويا. غالبًا ما يُنظر إلى اللوحة على أنها تصوير رمزي لنضال الإنسان غير المجدي ضد القوى الخبيثة؛  من المتصور أن تكون الكتلة المنحدرة السوداء التي تحيط بالكلب عبارة عن رمال متحركة أو ترابًا أو بعض المواد الأخرى التي دُفن فيها الكلب. بعد أن كافح دون جدوى لتحرير نفسه، لا يمكنه الآن فعل أي شيء سوى النظر إلى السماء على أمل تدخل إلهي لن يأتي أبدًا. إن الرقعة الشاسعة من «السماء» التي تشكل الجزء الأكبر من الصورة تزيد من الشعور بعزلة الكلب واليأس من وضعه. يرى آخرون أن الكلب يرفع رأسه بحذر فوق الكتلة السوداء، خائفًا من شيء خارج مجال رؤية اللوحة، أو ربما صورة من الهجر والوحدة والإهمال. يقول روبرت هيوز: «نحن لا نعرف ما تعنيه، لكن شفقتها تدفعنا إلى مستوى أدنى من السرد».

### نقلها من المنزل

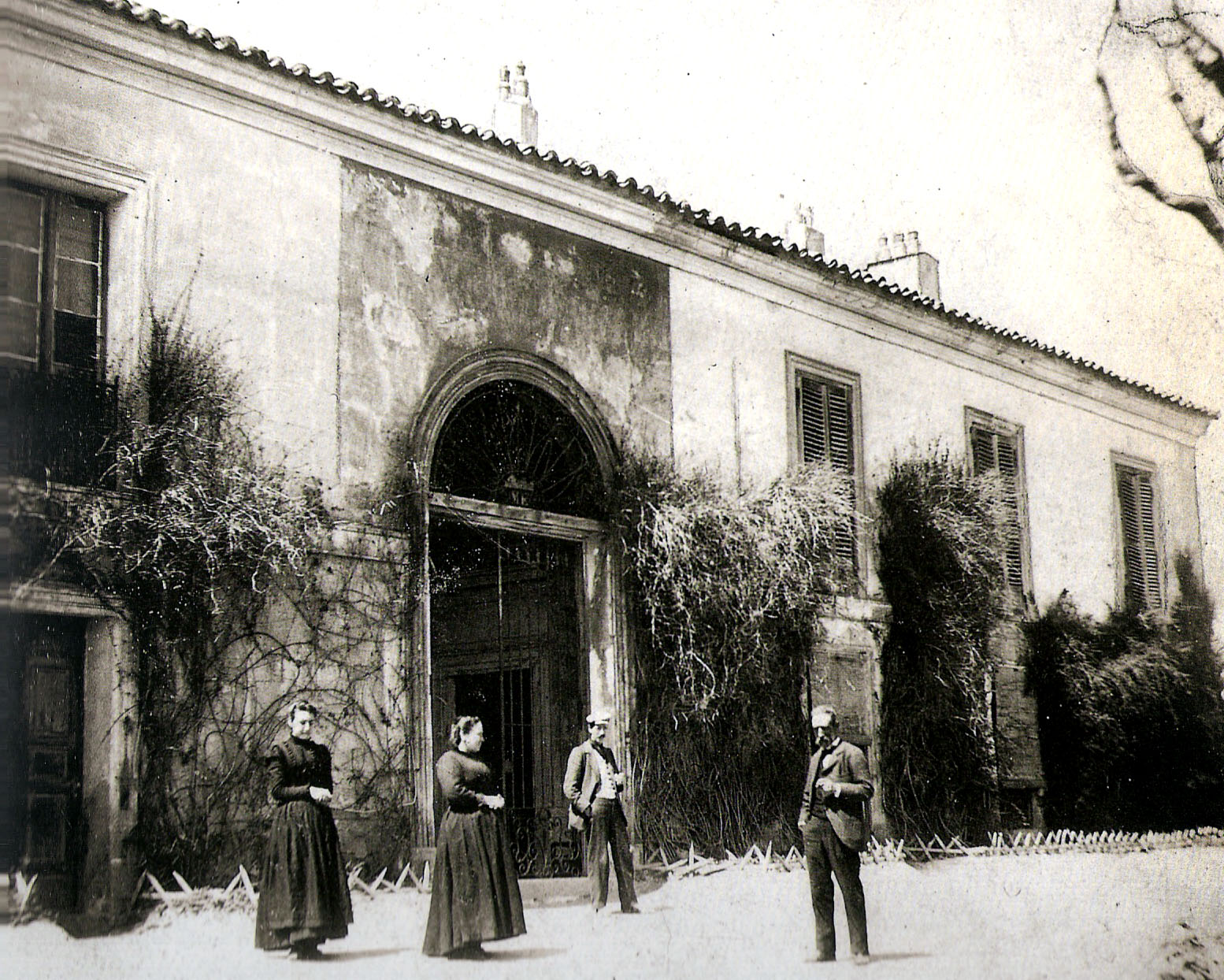
المنزل المسمى "كوينتا ديل سوردو" الذي رسم على جدرانه اللوحات السوداء من بينها لوحة الكلب.

على الرغم من أن غويا لم يقصد أن يرى الجمهور اللوحات السوداء، إلا أنها تعتبر اليوم من بين أهم أعماله. عندما ذهب غويا إلى المنفى الاختياري في فرنسا عام 1823 ، مرر المنزل المسمى «كوينتا ديل سوردو» إلى حفيده ماريانو. بعد تغييرات مختلفة في الملكية، أصبح المنزل في حوزة المصرفي الفرنسي بارون إميل دي إيرلانجر في عام 1874. بعد 70 عامًا على جدران منزل «كوينتا ديل سوردو»، تدهورت الجداريات بشكل سيئ، ومن أجل الحفاظ عليها، نقلهم المالك الجديد للمنزل إلى قماش تحت إشراف الفنان سلفادور مارتينيز كوبيلز، أمين متحف ديل برادو.
بعد عرضها في معرض يونيفرسال لعام 1878 في باريس، تبرعت بهم دي إيرلانجر في النهاية إلى الدولة الإسبانية. آثر الزمن على اللوحات الجدارية، إلى جانب الضرر الحتمي الناجم عن العملية الدقيقة لتركيب الجص المتهالك على القماش، يعني أن معظم اللوحات الجدارية تتطلب أعمال ترميم وبعض التفاصيل ربما ضاعت. يبدو أن الكلب لم يعاني بشدة، على الرغم من أن الشكل الداكن الخافت في الجزء العلوي الأيمن من الصورة يعتبر أحيانًا ضررًا. كان الكلب في الطابق الثاني من منزل «كوينتا ديل سوردو»، وفي الخلافات حول منشأ اللوحات السوداء، ركزت التبادلات على ما إذا كانت الفيلا تمتلك طابقًا ثانيًا في وقت إقامة غويا.

### التأثير
يظهر تأثير لوحة الكلب لغويا في عمل بيير بونارد عام 1910 «مفرش المائدة حمراء اللون»، على الرغم من أن مزاج لوحة بونارد الواضحة والمبهجة تتعارض مباشرة مع قطعة غويا الغامضة.

### الاستقبال
مات غويا منذ فترة طويلة في الوقت الذي عُرضت فيه اللوحات لأول مرة علنًا. اعتبر الرسام الإسباني أنطونيو سورا أن الكلب «أجمل لوحة في العالم»،  وقد أشار إليها معاصره رافائيل كانوجار على أنها «قصيدة بصرية» واستشهد بها على أنها أول لوحة رمزية في العالم الغربي. كان بيكاسو من أشد معجبي اللوحات السوداء، وطلب جوان ميرو رؤية لوحتين في زيارته الأخيرة إلى برادو ألا وهما: لوحة الكلب ولوحة لاس مينيناس. قالت مانويلا مينا، أمينة متحف برادو، «لا يوجد رسام معاصر واحد في العالم لا ينحني أمام لوحة الكلب».